# Crémant de Die

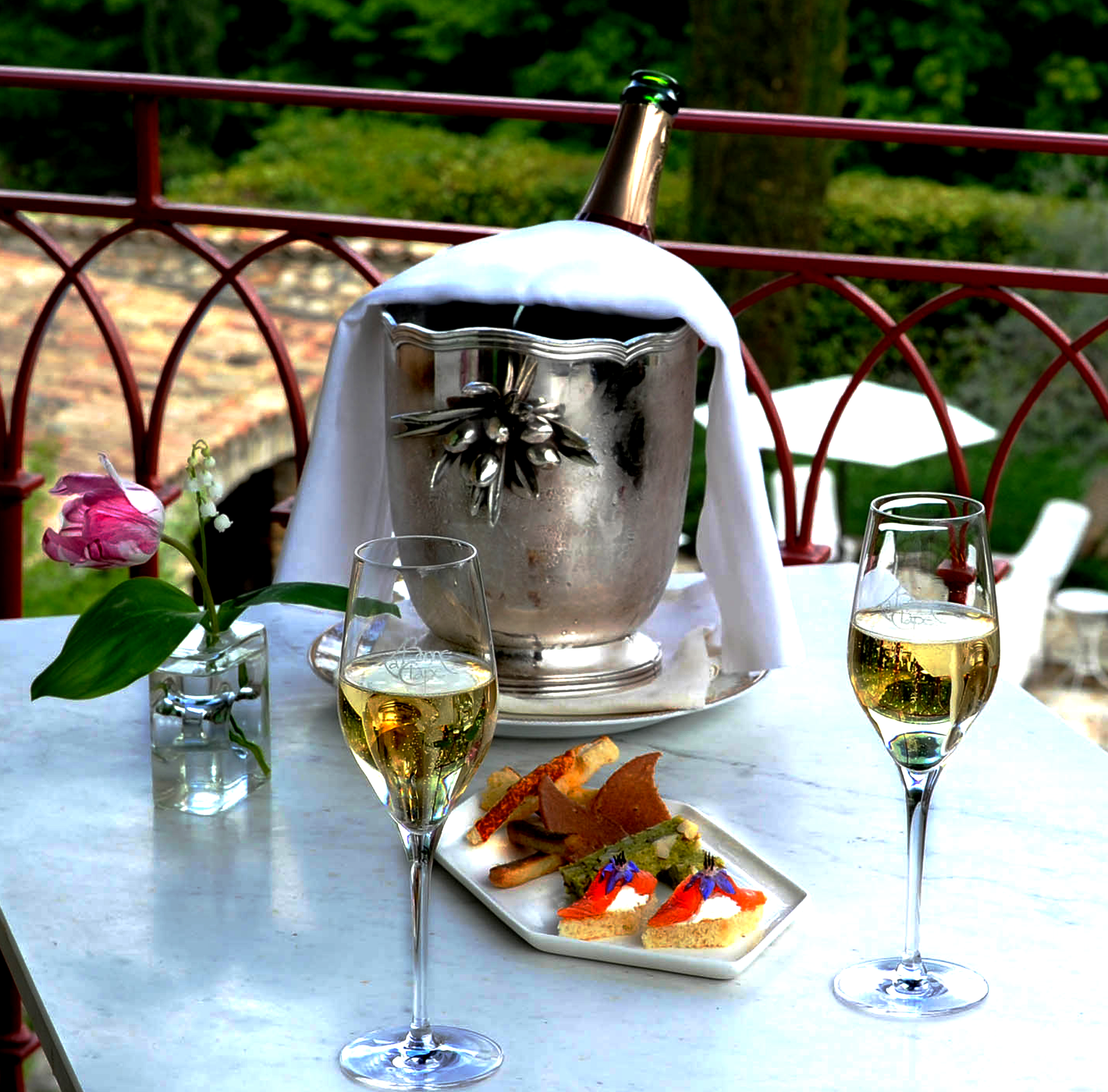
Crémant de Die als Aperitif

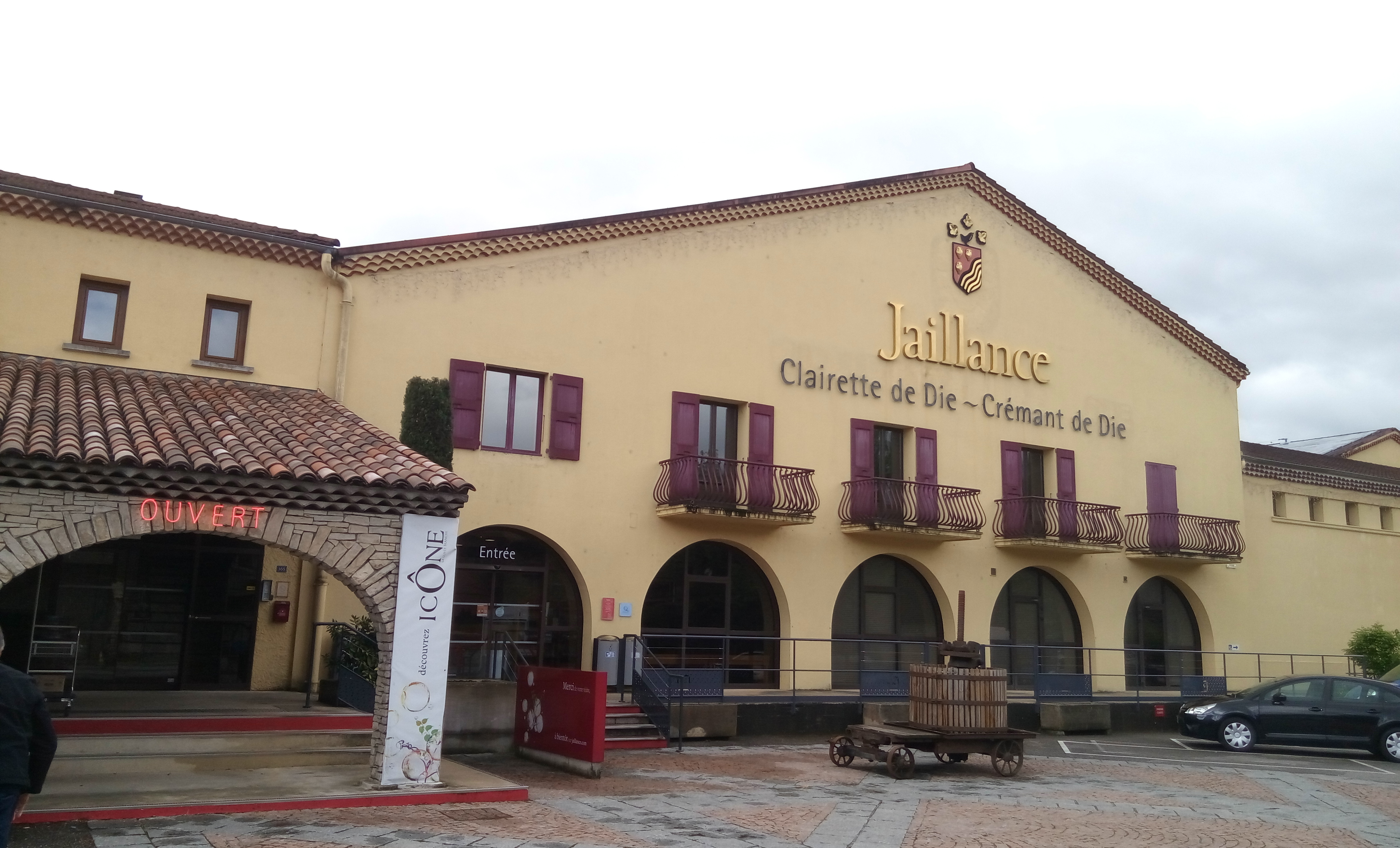
Weinkellerei Jaillance in Die (Département Drôme)

Crémant de Die ist eine Herkunftsbezeichnung für Schaumwein im mittleren Abschnitt der großen Weinbauregion Rhône. Die Weinberge liegen in 31 Gemeinden östlich von Crest in unmittelbarer Nähe der namensgebenden Stadt Die am Nebenfluss Drôme auf der orographisch linken Seite der Rhone. Einige Weinberge reichen bis an das Bergmassiv des Vercors heran. Seit dem 26. März 1993 verfügt das Weinbaugebiet über den Status einer Appellation d’Origine Contrôlée (AOC). Das Anbaugebiet ist deckungsgleich mit den Appellationen Clairette de Die und Coteaux de Die.
Im Jahr 1998 wurden der Ertrag von 79 Hektar Rebfläche genutzt um 5.247 Hektoliter Schaumwein zu erzeugen.
Weinbau wurde in der Region schon zur Zeit der Römer betrieben. Das bezeugt der Geschichtsschreiber Plinius der Ältere, der den Wein der Region in seinem um das Jahr 77 entstandenen Werk Naturalis historia beschrieb. Die einzig zugelassene Rebsorte ist die Clairette Blanche. Der Crémant de Die unterscheidet sich somit aufgrund des fehlenden Muscat blanc à petits grains grundsätzlich vom Clairette de Die.
Aufgrund der Anwendung der klassischen Flaschengärung, das dem Herstellverfahren des Champagner gleicht, wird der Wein als Crémant bezeichnet, ein Indiz für hohe Qualität. Der Begriff Crémant wurde frankreichweit eingeführt, als sich die Weinbauern der Champagne erfolgreich beim Verbot der weltweit gebräuchlichen Bezeichnung Méthode Champenoise zur Charakterisierung der Flaschengärung durchsetzten. Im Vergleich zu einem Winzer-Champagner ist der Crémant du Die mit etwa 7,50 bis 9 Euro pro Flasche etwas günstiger, kann im Vergleich zu einem Champagner nicht lange gelagert werden. Der Crémant sollte spätestens drei bis fünf Jahre nach dem Kauf der Flasche bei einer Trinktemperatur von fünf bis sieben Grad Celsius genossen werden.
Der Basisertrag, also die Erntebeschränkung, liegt bei mäßigen 50 Hektoliter pro Hektar; ein Betrag, der jahrgangsabhängig bis auf höchstens 60 Hektoliter pro Hektar nach oben korrigiert werden kann. Die Beeren werden meist einige Tage vor der Ernte normaler Stillweine gelesen, da die Grundweine eines Schaumweines über ein kräftiges Säuregerüst verfügen sollten. Der Mindestzuckergehalt des Mosts (→ Mostgewicht) zum Grundwein muss allerdings mindestens 136 Gramm pro Liter betragen.

## Die Sprache des Etiketts
Zusätzlich zur Bezeichnung AOC Crémant de Die können auf dem Etikett die Bezeichnungen Brut und Millésimé aufgeführt werden.
- Die Bezeichnung Brut verweist auf einen trockenen Ausbau mit einer maximalen Dosierung von 15 Gramm pro Liter Dosagelikör hin.
- Die Bezeichnung Millésimé bezeichnet einen Jahrgangswein, das heißt, die Beeren der im Crémant verwendeten Grundweine stammen aus einem Jahrgang.

## Zugelassene Gemeinden
Aix-en-Diois, Aouste-sur-Sye, Aubenasson, Aurel, Barsac, Barnave, Beaufort-sur-Gervanne, Châtillon-en-Diois, Die, Espenel, Laval-d’Aix, Luc-en-Diois, Menglon, Mirabel-et-Blacons, Molières-Glandaz, Montclar-sur-Gervanne, Montlaur-en-Diois, Montmaur-en-Diois, Piégros-la-Clastre, Ponet-et-Saint-Auban, Pontaix, Poyols, Recoubeau-Jansac, Saillans, Saint-Benoit-en-Diois, Saint-Roman, Saint-Sauveur-en-Diois, Sainte-Croix, Suze-sur-Crest, Vercheny und Véronne.